# Mr. Saxobeat
"Mr. Saxobeat" är en låt framförd av den rumänska sångerskan Alexandra Stan, utgiven på hennes debutalbum Saxobeats (2011) samt på singel den 11 januari 2011. Den skrevs av Andrei Nemirschi och Marcel Prodan. Låten har nått topp 3 placering i Sverige.

## Listplaceringar
| Listplacering och land            | Plats |
| --------------------------------- | ----- |
| Österrike (top 75)                | 31    |
| Belgien (Vallonien)               | 2     |
| Belgien (Flandern)                | 5     |
| Kanada                            | 25    |
| Tjeckien                          | 6     |
| Danmark                           | 1     |
| Finland                           | 8     |
| Frankrike                         | 6     |
| Grekland                          | 5     |
| Tyskland                          | 27    |
| Ungern                            | 4     |
| Irland                            | 25    |
| Italien                           | 1     |
| Nederländerna                     | 2     |
| Norge                             | 3     |
| Rumänien                          | 1     |
| Ryssland                          | 2     |
| Skottland                         | 18    |
| Slovakien                         | 1     |
| Spanien                           | 3     |
| Sverige                           | 3     |
| Schweiz                           | 5     |
| Storbritannien Dans               | 6     |
| Storbritannien Singlar            | 14    |
| USA (Hot Dance Airplay) Billboard | 1     |
| USA (Latin Pop Songs) Billboard   | 13    |